# Monument de Groeninghe

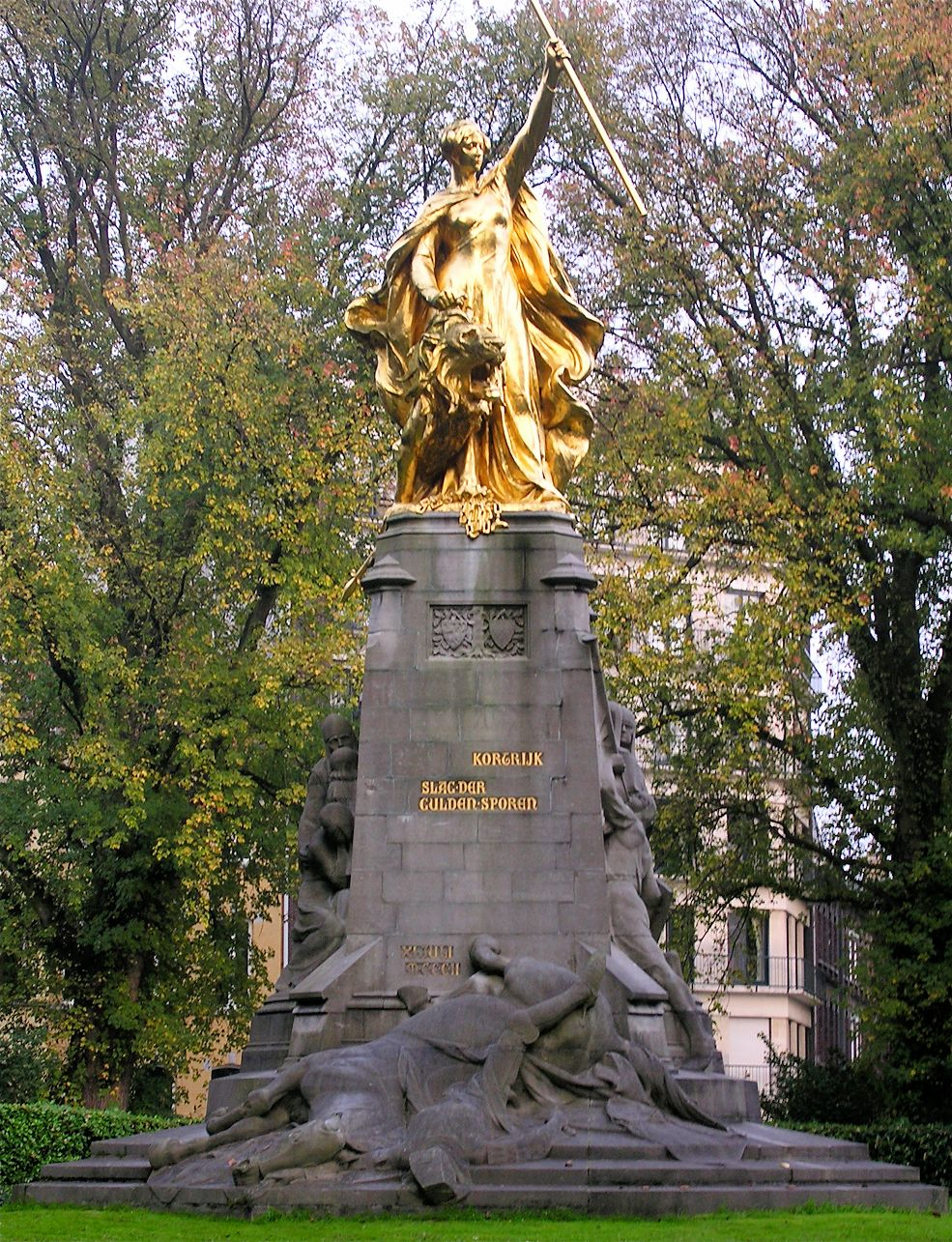
Le monument de Groeninghe, œuvre de Godefroid Devreese.

Le monument de Groeninghe  est un mémorial situé à Courtrai, en Belgique. Il a été érigé à l'occasion du 600e anniversaire de la victoire flamande à la bataille des Éperons d'or, le 11 juillet 1302. Il se trouve dans le parc de Groeninghe, sur le lieu historique de la bataille. Ses sculptures sont l’œuvre de Godefroid Devreese.

## Motivations
Pour l'historien Andreas Stynen, l'installation à Bruges des statues de Pieter De Coninck et Jan Breydel en 1887 est l'élément qui a stimulé la construction du Monument de Groeninghe ; la ville de Bruges - où des festivités autour de la bataille des éperons d'or étaient déjà organisées - jouant un rôle d'entrainement sur la ville de Courtrai. Le projet émerge alors de faire construite, à l'occasion du 600eme anniversaire de la bataille des éperons d'or, en 1902, un monument commémoratif dans la plaine de Groeninghe. Dans un premier temps, à partir de juillet 1889, La chapelle de Groeninghe devient le lieu de rassemblement des partisans d'un monument et de commémorations à Courtrai. Dans la foulée de ce rassemblement, en juin 1891, est fondé le Comité National de Groeninghe, dans le but d'organiser les commémorations et de mener à bien le projet, notamment en organisant la collecte des fonds nécessaires ,. Un mois après la création du comité, à l'occasion de la mort de son président d'honneur, Adolf Verriest, l'écrivain Théodore Sevens explique :
« Lorsque Bruges, par fierté maternelle, honora ses héros de 1302, ce fut l'avis d'Adolf Verriest que la ville des Éperons d'Or avait aussi droit à un monument, non en dérision d'un peuple voisin, mais pour l'enseignement nos propres concitoyens »

## Concours

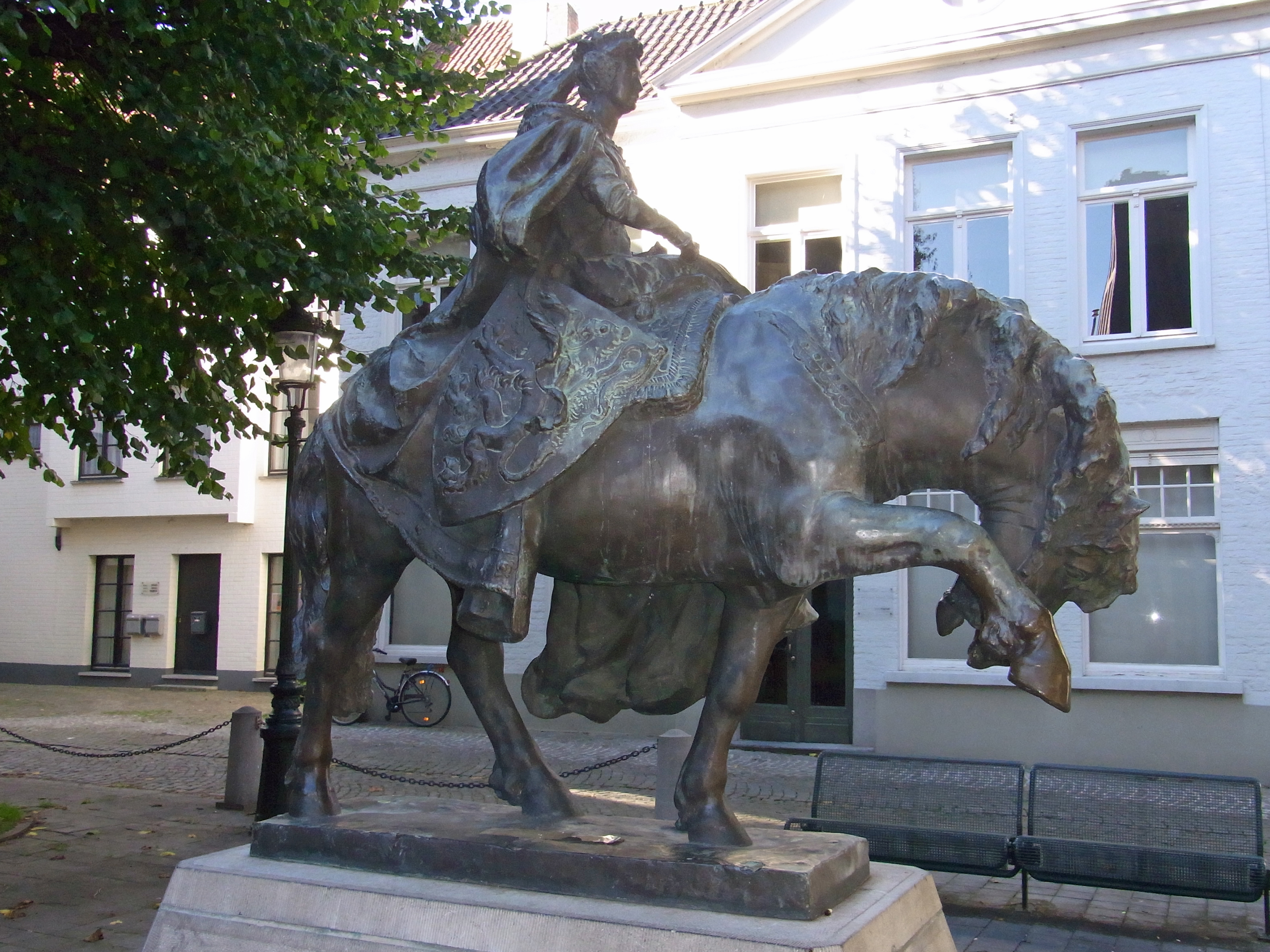
Flandria Nostra, le projet de Jules Lagae.

Très tôt, les avis diffèrent sur la forme que devrait prendre le mémorial. Au début des années 1890, le prêtre-poète Guido Gezelle envisage en vue des célébrations futures la construction d'un lion de groeninghe pour lequel il écrit un poème dès 1894. D'autres souhaiteraient la construction d'une église. En 1898, la Gazette de Courtrai évoque la possibilité d'une sculpture représentant Jean De Namur et le même journal, en 1899 propose une effigie de Notre Dame de Groeninghe faisant reposer sa main libre sur la tête d'un lion.
Pour trancher sur les différents avis, en Septembre 1899, le Comité National de Groeninghe décide de mettre en place un concours auquel participent 11 artistes. En juillet 1900, le jury n'en retient que deux : la sculpture "Flandria Nostra" du sculpteur brugeois Jules Lagae et  la sculpture "Gulden Spore" du Courtraisien Godefroid Devreese. Il propose une collaboration entre les deux sculpteurs. Le comité ne tient pas compte de cette recommandation et déclare arbitrairement Devreese vainqueur, provoquant ainsi la colère de Lagae,. La sculpture de Lagae sera finalement coulée en 1986 et installée place de la monnaie à Bruges en 1987.

## Fonds
La collecte de fonds pour l'érection du monument débute dès 1892. Le comité de Groeninghe emploiera pour ce faire de nombreux moyens : la demande de subventions auprès de différentes instances dirigeantes, le démarchage auprès des communes belges ou la collecte auprès des particuliers ou encore l'établissement d'une tombola. En 1893, Théodore Sevens fait don des recettes d'un de ses livres consacré à la bataille des Éperons d'Or. Guido Gezelle fait de même avec le montant des ventes d'un de ses recueils de poésies. Le coût total du monument se montera à 136 000 francs belges répartis comme suit :
- 70 000 Fb : État Belge
- 25 000 Fb : Province de Flandre Occidentale
- 10 000 Fb : Ville de Courtrai
- 31 000 Fb : Comité National de Groeninghe.

Anecdote évoquée autour de cette collecte de fonds : le cirque américain Barnum and Bailey, alors en tournée en Belgique, versa une contribution de 50 Fb.

## Construction
À l'origine, l'inauguration du monument était souhaitée pour les festivité du 600ème anniversaire de la bataille des éperons d'or. A cette date toutefois, à cause de multiples retards dans la mise en œuvre du projet, c'est une maquette grandeur nature du monument qui est présentée au public pendant les cérémonies du 17 août 1902. Le monument est achevé et inauguré officiellement en Août 1906 en présence du gouverneur de la Flandre Occidentale et du Ministre Liebaert.

## Symboles
Le mémorial présente quatre tableaux évocateurs de la bataille, dont trois sur le socle.
La sculpture dorée représente la figure allégorique de la Vierge des Flandres,,. Elle tient d'une main le Lion des Flandres qui a brisé ses chaines. De l'autre, elle brandit une faux (il s'agit d'une représentation erronée du goedendag, l'arme des milices flamandes, due à la méconnaissance des détails historiques à l'époque). Elle a été fondue en bronze par la "Fonderie Nationale des Bronzes" à Saint-Gilles, près de Bruxelles.
Sur une face du socle est représenté un guerrier flamand prenant congé de sa femme et son enfant, levant son bouclier dans un geste protecteur. Au dessus de cette famille, en cartouche, se trouve une représentation de Notre-Dame de Groeninghe. Elle vient en rappel des légendes qui associent sa dévotion à la bataille.
Sur la face avant du socle, on voit Robert II d'Artois, petit-fils du roi français Louis VIII et gouverneur de Flandre, gisant sous son cheval après avoir été désarçonné par Willem van Saeftinghe. Au dessus de lui sont sculptés les blasons de la Flandre Occidentale et de la ville de Courtrai.

Le troisième groupe représente un artisan tenant en main les lauriers de la victoire, fraternisant avec le guerrier flamand, tandis qu'un troisième personnage, portant un bouclier orné du lion des Flandres, sonne la trompette. 

Tableaux sculptés du monument de Groeninghe
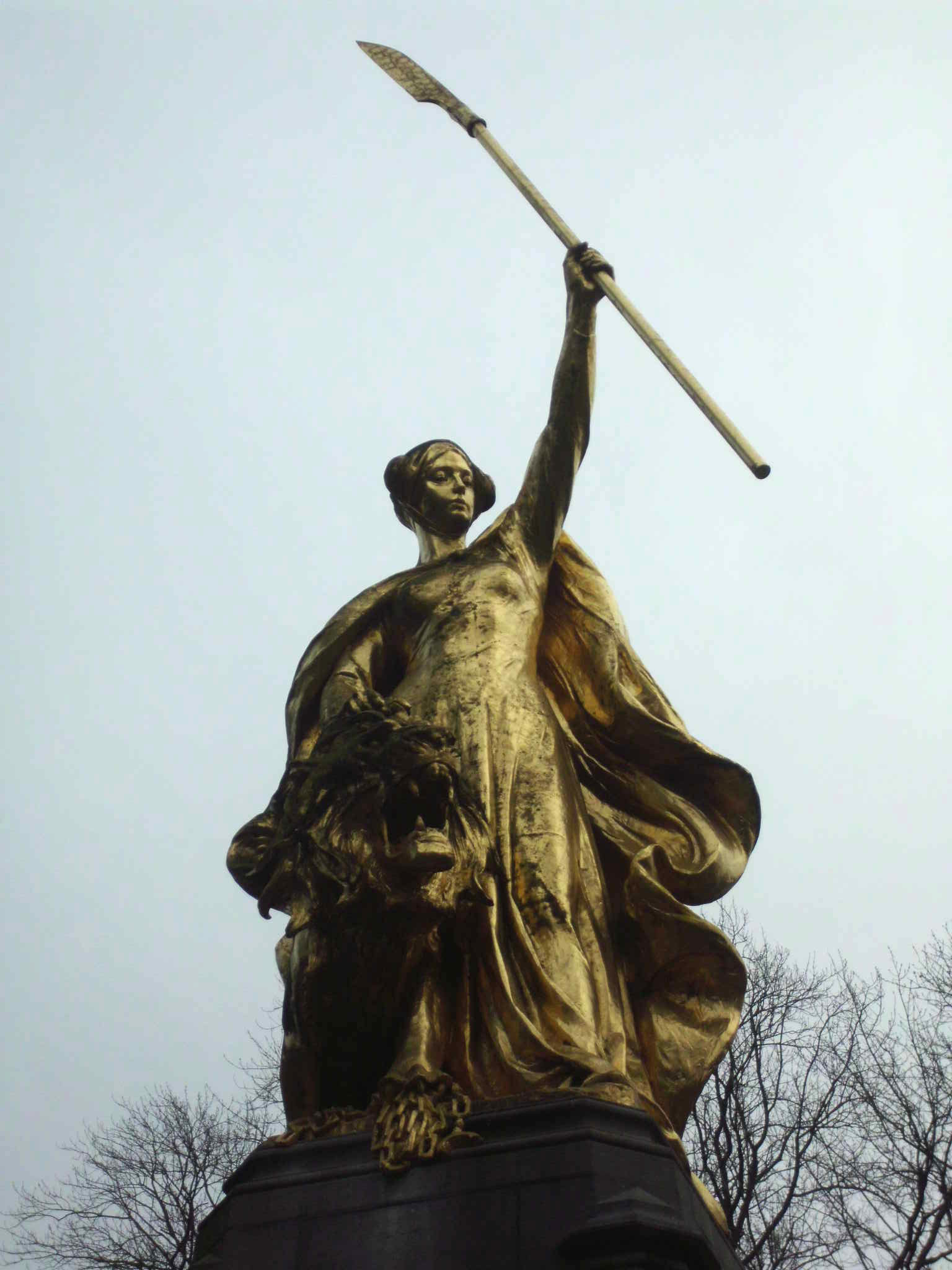
La Vierge des Flandres
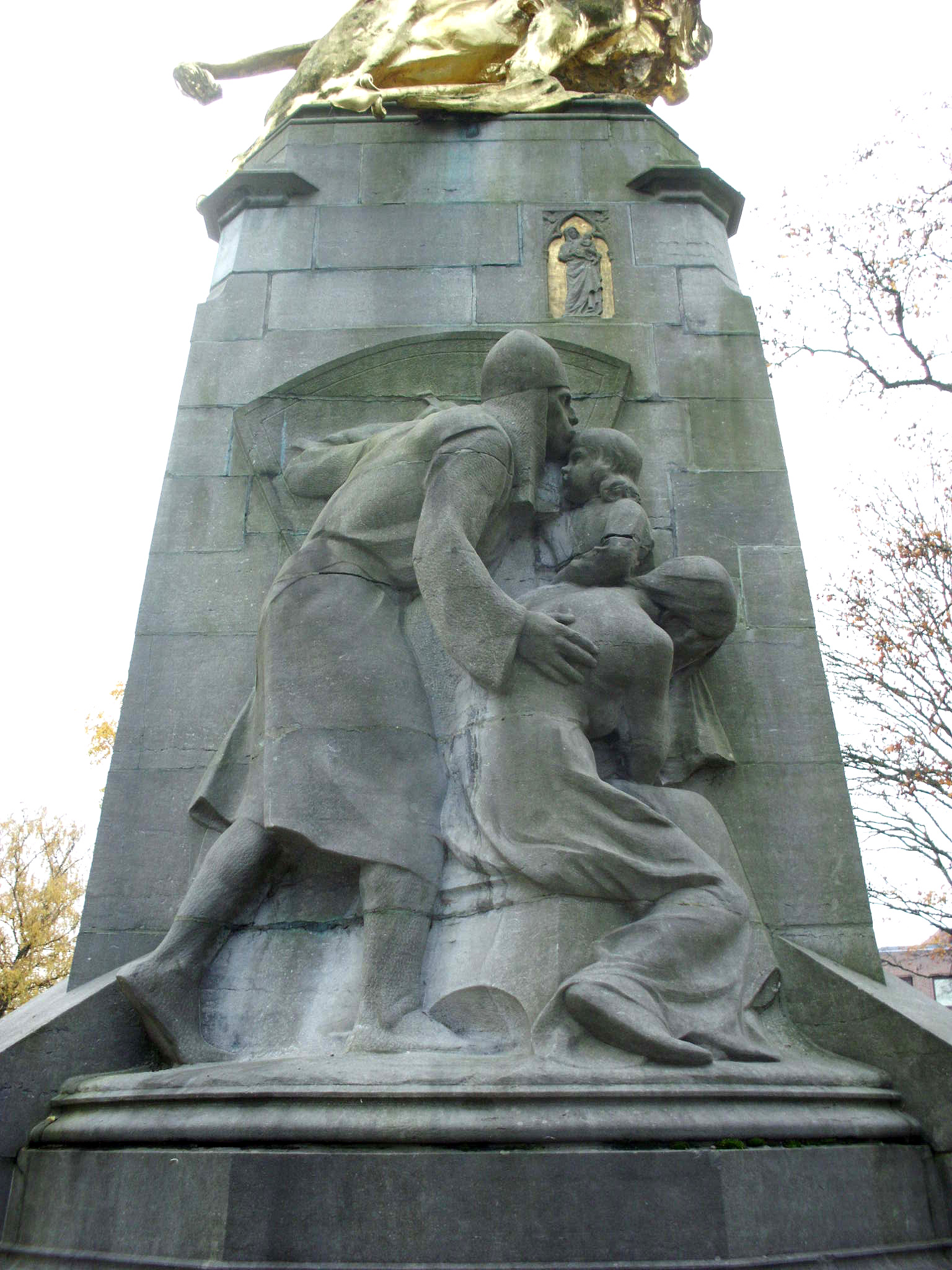
L'adieu du guerrier
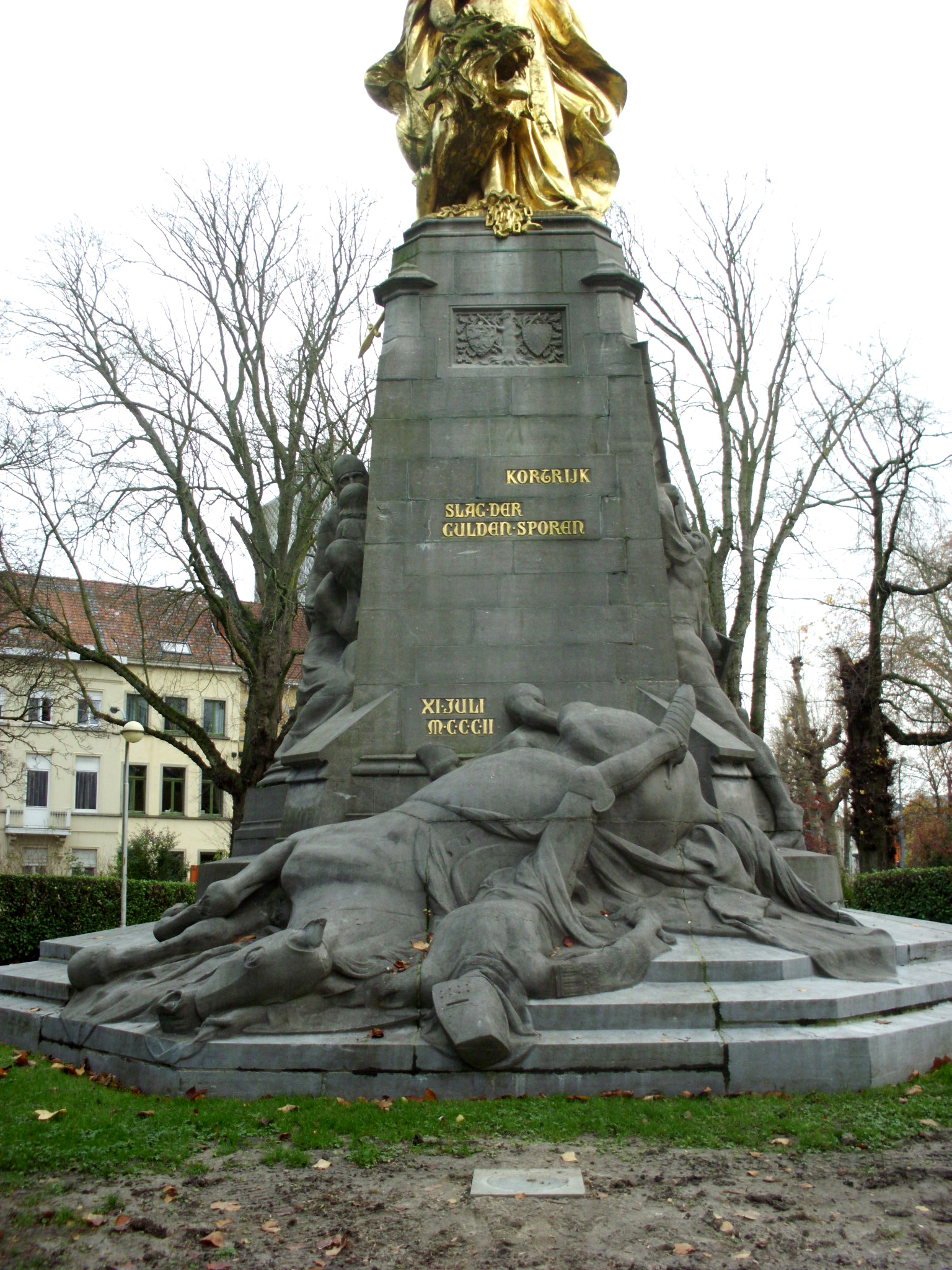
Mort de Robert II d'Artois
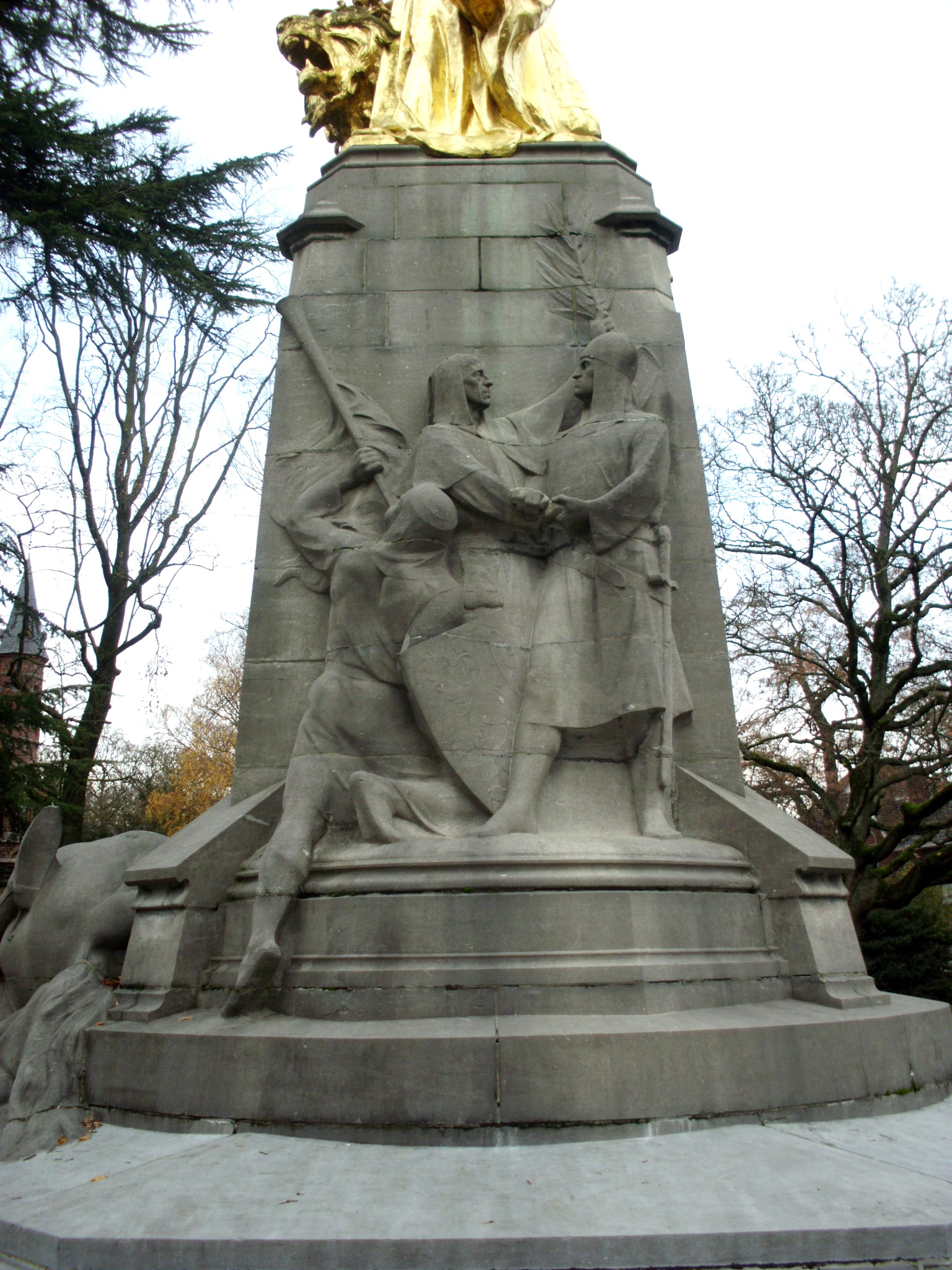
La victoire

## Porte de Groeninghe

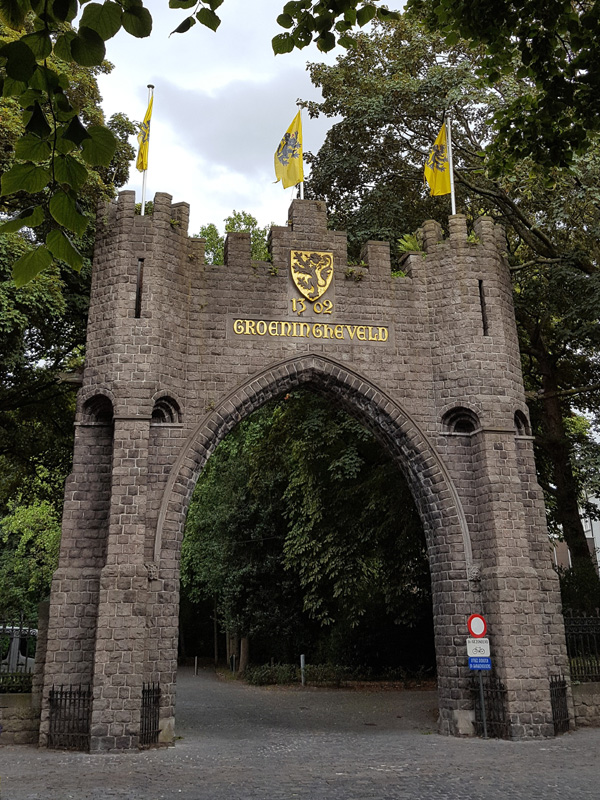
la Porte de Groeninghe

Après la construction du monument, le comité national de Groeninghe disposait encore d'un surplus financier de 6000 Fb. La porte de Groeninghe, un arc de triomphe qui commémore également la victoire lors de la bataille des Éperons d'or, a été conçu avec ce surplus d'argent. Réalisée par l'architecte Brugeois Jos Viérin pour un coût total de 14 700 Fb, elle a été offerte à la ville de Courtrai le 11 juillet 1909.